# Voltarrosto
Voltarrosto è una frazione di Roseto degli Abruzzi situata in un territorio prevalentemente agricolo nella Valle del Vomano, sotto la collina in cui sorge Montepagano, frazione più antica e considerata centro storico di Roseto.

## Storia
Voltarrosto, in origine, era di proprietà della famiglia Ponno. Il genero Corrado Orlandi Contucci pian piano cominciò a vendere lotti di terreno edificabile fino alla creazione della cittadina immersa nei vigneti.

## Monumenti e luoghi d'interesse

### Architetture religiose
A Voltarrosto sono presenti la vecchia chiesa di Sant'Anna (costruita senza debiti dai primi abitanti di Voltarrosto e attualmente chiusa) e una nuova chiesa.

## Cultura

### Scuole
A Voltarrosto sono situate la scuola materna ed elementare "R. D'Ilario" e l'IPIAS-ITC "V. Moretti".

## Geografia antropica
Voltarrosto si divide in tre zone: una alta detta anche Le Quote; la seconda centrale, detta semplicemente Voltarrosto; infine un'area bassa detta Palazzese, dove ha sede la zona industriale di Roseto degli Abruzzi.